# Securitate
Securitate (rumænsk for sikkerhed; officielt navn Departamentul Securității Statului, statsligt sikkerhedsdepartement), var det rumænske hemmelige politi i kommunisttiden. I forhold til befolkningens størrelse var Securitate det største sikkerhedspoliti i østblokken.